# Кміт Михайло
Кміт Михайло (англ. Michael Kmit, 25 липня 1910, Стрий — 22 травня 1981, Сідней) — український художник, який довший час проживав і творив в Австралії. Він відомий тим, що представив неовізантійський стиль живопису в Австралії. Відзначений декількома значними австралійськими преміями, включаючи премію Блейка (1952) та премію Сера Джона Сульмана (1957 і 1970). У 1969 році австралійський художник і художній критик Джеймс Глісон описав Кміта як «одного з найрозкішніших колористів нашого часу».

## Прибуття в Австралію
Кміт вступив до технікуму у Львові і, за деякими відомостями, навчався у Олекси Новаківського, найвідомішого українського постімпресіоніста, перш ніж переїхати до Академії образотворчих мистецтв у Кракові. Після закінчення навчання Михайло Кміт влаштувався викладачем малювання, а згодом викладачем живопису та композиції у Львівське художньо-промислове училище. Є припущення, що Міхаель Кміт був покликаний до польської армії, що він був німецьким військовополоненим, що він був поранений осколком у праву скроню, що він утік до Швейцарії, що він подорожував Францією та Італією . Фактом є те, що наприкінці 1944 року він зустрів в Австрії Едду, жінку, яка мала стати його першою дружиною, і через три місяці вони одружилися. У наступні роки вони народилися дві дочки.
```
 
```

Майкл Кміт постійно малював. У листі від 23 березня 1983 року брат Кміта писав: «Велика кількість його робіт залишилася у Львові та Кракові. До 700 штук. На жаль, все було втрачено через війну».Михайло Кміт навчався в Академії образотворчих мистецтв у Кракові, але через Другу світову війну, він був змушений емігрувати, спочатку значився як «переміщена особа» в Інсбруку, Австрія, де він зустрів Доротею в 1945 році. Вони одружились в Ландеку, а пізніше переїхали в Брегенц де його дві дочки Ксенія і Таня (Тетяна) й народились, у 1946 і 1948 роках. Перебуваючи в післявоєнній Європі Кміт навчався в кубіста Фернана Леже в Парижі, і футуриста Карло Карра в Італії.
Кміт емігрував в Австралію в 1949 році як учасник програми Австралійського уряду післявоєнної імміграції в Австралію. Він уклав контракт на роботу в Сіднеї впродовж двох років, яка була обрана для нього австралійською державною службою зайнятості. Спочатку Михайло Кміт працював на цементному заводі у Віллавуді (Новий Південний Уельс), а пізніше як носій багажу на залізниці відповідно до контракту компенсації реімбурсації. Як сказав Майкл Кміт в інтерв'ю 17 листопада 1965 року, магнітофонний запис якого зараз знаходиться в бібліотеці Університету Маккуорі: «Коли я вперше приїхав
```
 
```

в Австралію, я був пов'язаний своїм державним контрактом як чорнороб. Перший рік я пропрацював на підприємствах Віллавуда, а ще рік — залізничним носієм. Але до того, як мене направили на залізницю, Інші три місяці працював ковалем десь у Вуллахрі, а потім працював маляром на фабриці Девіда Джонса в Серрі-Хіллз. У цей час я вдень працював, а вночі малював". Але після того, як Кміт зустрів художників Джеймса Глісона і Пола Хефлігера, які були вражені його роботою, він був представлений іншим художникам, включаючи Дональда Френда і Рассела Драйсдейла. Перше згадування про Михайла Кмітя як художника в пресі Австралії в  The Australian було зроблене в квітні 1977 року Полом Хелфігером, в повідомлені йшлось "Тоді він був одним із найкращих наших художників [у 1950-ті роки], якій мав вплив на 
```
і я досі називаю його одним із найкращих. Він вплинув на 
```

багатьох людей, тому що ми просто раніше не бачили його картин". Михайло Кміт вже був відомий як художник у Європі ще до приїзду до Австралії, оскільки його ім'я фігурувало у списку художників-емігрантів ЮНЕСКО. Саме цей список допоміг австралійським художникам Сіднейської групи виявити його та встановити з ним контакт. Є інформація дослідників (Андрія Ляховича, Австралія) про існування фото малюнка олівцем, зробленого Михайлом Кмітем його батька на смертному одрі, датований 3 листопада 1926 і підписаний «Майкл». У той час йому було 16 років, і на думку дослідника Андрія Ляховича, що він, мабуть, був юнаком, відданим як своєму мистецтву, так і своїй сім'ї, якщо він вдався до малювання олівцем у момент, коли його батько помирав.
Його друзі художники пізніше допомогли йому зняти житло в Меріолі (місце, де проживали художники Меріольської групи), що дозволило йому працювати ближче до художньої спільноти в Сіднеї. Картини він писав у нічний час, а вдень Кміт працював залізничним носієм багажу і прибиральником , коли зарекомендував себе "як один з найкращих художників Австралії" того часу. Він жив в Елізабет-Бей зі своєю сім'єю, поки не переїхав до Сполучених Штатів.

## Вплив на мистецтво Австралії
Картини Кміта, натхненні візантійським стилем релігійного іконопису, були добре прийняті в Австралії через їхній новий підхід і нові предмети. Його картини, що відносяться до неовізантійського стилю, інтегрували стилізовані портрети з геометричним кубізмом і конструктивізмом форм, візерунків і яскравих кольорів.
Упродовж 1950-х років, перед від'їздом до Сполучених Штатів в кінці десятиліття, Кміт справив великий вплив на багатьох художників, особливо з Меріольської групи  (також відомої як англ. "Charm School").  Глісон описав Кміта як "одного з найрозкішніших колористів нашого часу».   Пол Хефлігер писав: "З усіх зарубіжних претендентів на мистецтво, які відвідали ці береги з часів війни, Майкл Кміт є єдиним, який справив враження на нинішнє покоління художників".Успіх прийшов швидко, коли картини Майкла Кміта стали відомі публіці. Вже в 1951 році він провів свою першу персональну виставку в Австралії в галереях Macquarie і отримав подяку за свою заявку на Премію Блейка за рік за «Релігійне мистецтво». У 1952 він отримав друге місце на конкурсі премії Блейка, а в 1953 його картина «Євангеліст Джон Марк» сама отримала премію. У 1954 році він був удостоєний Пертської премії, в 1955 - премії критиків сучасного мистецтва, в 1956 - премії Дарсі Морріса. Меморіальна премія та у 1957 році премія Сульмана. На даний момент вдалось встановити що Михайло Кміт мав 34 персональні виставки в Австралії  та за двадцять п'ять років перебування в Австралії було представлено на 19 групових виставках у комерційних галереях, тобто в середньому одна виставка кожні п'ять місяців. Знаходячись на вершині розквіту своєї творчості він емігрував до Сполучених Штатів. Дослідник Андрій Ляхович говорить :" Мені відомі чотири джерела, які можуть пролити деяке світло на те, чому йому захотілося залишити Австралію. Перша — це запис із бібліотеки Університету Маккуорі 1965 року, де він каже:«У 1957 році я вирішив поїхати до Сполучених Штатів, щоб продовжити вивчення мистецтва та провести дослідження». Другим джерелом є перша дружина Кміта, Едда, яка сказала в інтерв'ю доктору Марку Павлишину в Каліфорнії в червні 1989 року: «У Майкла було бажання поїхати кудись, виставитися і поїхати в Америку». На запитання, чи Майкл вважає, що Австралія для нього занадто мала, вона відповіла: «Я так не думаю. Він мав 17 ящиків із фотографіями, він сказав, що приїде до США і його негайно приймуть. Він мав бажання побачити нові місця та нові враження. Це його надихнуло». Коментарі Едди підтримуються другою дружиною Майкла Кміта, Нормою, яка надала третє джерело. Коли я запитав її, чому йому захотілося поїхати до Америки, вона відповіла: «Він був мандрівником». 
Четверте джерело - це некролог Майкла Кміта Аллана Маккалока, опублікований в 19821. У ньому говориться: у довоєнні роки Кміт брав участь у великій українській виставці, його відправили на гастролі до Сполучених Штатів Америки, і там він був відзначений видатним художником. Сподіваючись, що американці пам'ятають про це, він з оптимізмом переїхав туди. Американці цього не пам'ятали, і сім років, які він там провів, були такими, що розчаровують і в деякому сенсі катастрофічними.
Всі чотири джерела сходяться на думці, що всі вони підкреслюють неспокійний характер Майкла Кміта і його переконаність у тому, що він має піддати свою творчість новим викликам. Згадка Аллана Маккалока про розчарування і катастрофічне перебування Майкла Кміта в Сполучених Штатах має ставитись головним чином до психічного розладу, який у нього стався незабаром після прибуття до Каліфорнії. Він був прийнятий в інститут на лікування, він втратив сім'ю в результаті розлучення і практично йому довелося розпочинати свою кар'єру в Америці як нікому не відомий художник. 
Оскільки його хвороба призвела до марення. всі в лікарні досить скептично поставилися до його заяв про те, що він був відомим художником в Австралії. Існує запис інтерв'ю з ерготерапевт реабілітаційного центру, який він відвідував. "У нас є надійні докази того, що Майкл Кміт намалював ще у лікарні у рамках терапії" - говорить дослідник Андрій Ляхович. Незабаром Кміт почав виставляти ці картини на таких майданчиках, як щорічна мистецька виставка Унітарної церкви, Художня виставка Тихоокеанського університету, Галереї Музею піонерів Хаггіна у Стоктоні та Коледж Святої Марії за межами Окленду. Це було далеко від виставок його робіт, які проходили у престижних галереях Австралії.
У 1965 році Майкл Кміт повернувся до Австралії на вимогу своїх друзів із Сіднея. Він одружився вдруге, у нього народився син і продовжив займатися живописом, хоча деякі мистецтвознавці стверджують, що він так і не повернув собі ту славу, яку мав до від'їзду до Сполучених Штатів. Тим не менш, він отримав вражаючу кількість нагород, таких як премія Мелроуза та премія Ньюкасла у 1967 році, премія Вуллахри у 1968 році та, вдруге, премія Сулмана у 1970 році.  Після повернення до Австралії у 1965 році його стиль і формат змінились, що викликало стримані оцінки і критику з боку мистецтвознавців. Внаслідок шлюбу з Нормою Рендел, у травні 1968 року народився їхній син Майкл Кміт Молодший. Критики зауважують, що на час написання "Кассандри" [Архівовано 18 лютого 2017 у Wayback Machine.] (1979), тобто за два роки до смерті художника, в його роботах знову з'являється його бадьорість 1950-х років.

## Виставки
У 1951 році Михайло Кміт вперше показав свої роботи у Брисбені в Галереї Джонстона, де власник Брайан Джонстон мав намір показати «найбільш творчу роботу в Австралії сьогодні», частково з робіт «блискучих» молодих художників. До самої смерті Михайло Кміт виставлявся на численних групових виставках по всіх австралійських штатах: Квінсленд, Вікторія, Західна Австралія, Тасманія, Новий Південний Уельс і Південна Австралія, в тому числі на виставках на призи Арчібальда, Вінна та Сера Джона Сульмана.
Михайло Кміт був членом і виставлявся разом з Сіднейською філією Товариства сучасного мистецтва, «Сіднейською групою» і Товариством художників Австралії. Він також був почесним членом, і виставлявся з Спілкою українських образотворчих митців Австралії.
 
Деякі із виставок Михайла Кміта:
- 1951 — Товариство сучасного мистецтва Австралії, Щорічна виставка
- 1952 — Товариство художників Австралії, Весняна виставка, Сідней
- 1952 — Показ шести річних виставок, Галерея Мекворі
- 1952 — Товариство сучасного мистецтва Австралії, 14-а щорічна виставка
- 1953 — Щорічна виставка товариства художників Австралії, Департамент освіти картинної галереї, Сідней
- 1953 — Показ Шести, Галерея Мекворі
- 1954 — Товариство сучасного мистецтва Австралії, Щорічна виставка
- 1954 — Спільна виставка з «Сіднейською групою»
- 1956 — Товариство художників Австралії, Щорічна виставка
- 1956 — 'Сучасний австралійський живопис', Тихоокеанська виїзна виставка, Картинна галерея Товариства сучасного мистецтва Австралії і на борту лайнера the SS Orcades
- 1957 — Товариство художників Австралії, Виставка малюнків та гравюр. Картинна галерея Девіда Джонса
- 1957 — Показ Восьми, Галерея Мекворі
- 1965 — Галерея Домініон, Дарлінхарст Сідней
- 1965 — Австралійські галереї, Мельбурн
- 1968 — Персональна виставка, Галереї Фон Бертуш, Ньюкасл-апон-Тайн
- 1979 — Персональна виставка, Галереї Ніагара Лейн, Мельбурн (7–27 Червня 1979)
- 1974 — Групова виставка на офіційному відкритті Галерей Філіпа Бекона у Квінсленді
- 1979 — Персональна виставка в Голдсворт Галереї Вулара, Сідней
- 1980 — Персональна виставка в Галереї образотворчого мистецтва, Західна Австралія
- 1980 — Виставка Блейка в Сіднеї
- 1982 — Персональна виставка, Галереї Фон Бертуш, Ньюкасл-апон-Тайн (26 Лютого – 14 Березня 1982)
- 2010 — Столітня виставка (ретроспектива), Студія W – Woolloomooloo Сідней

## Нагороди
- 1952 — Премія Блейка за релігійне мистецтво (Друга премія в розмірі 50 гіней) – за картину Вознесіння (англ. The Ascension)
- 1953 — Премія Блейка за релігійне мистецтво – за картину Апостол Марк-Іоан (англ. The Evangelist, John Mark)
- 1954 — Премія Перта за сучасне мистецтво – за картину Фасад Кінгс-Кросу (англ. King's Cross Facade)
- 1955 — Премія критиків у галузі сучасного мистецтва
- 1956 — Премія пам'яті Дерсі Моріс
- 1957 — Премія Сера Джона Сульмана — за картину Голос тиші (англ. The Voice of Silence)
- 1967 — Мистецька премія Мелроуза, Аделаїда ($500)
- 1970 — Премія Сера Джона Сульмана — за картину Філопіна (англ. Philopena)

## Колекції його картин
- Художня галерея Балларата, Балларат
- Національна галерея Австралії, Канберра
- Художня галерея Нового Південного Уельсу, Сідней
- Національна галерея Вікторії, Мельбурн
- Художня галерея Західної Австралії, Перт
- Художня галерея Південної Австралії, Аделаїда
- Тасманський музей і художня галерея, Гобарт
- Колекції в університетах Сіднея, Квінсленда та Університеті Монаша (Мельбурн).
- Колекція австралійського мистецтва Гарольда Е. Мерца, Університет Техасу, США
- Cbus колекція австралійського мистецтва [Архівовано 18 лютого 2017 у Wayback Machine.]
- https://www.facebook.com/ukrainian.museum.aus?locale=ru_RU Український музей Австралії. Мельбурн